# Brun guldbagge
Brun guldbagge (Protaetia marmorata) är en skalbaggsart som först beskrevs av Fabricius 1792.  Brun guldbagge ingår i släktet Protaetia, och familjen bladhorningar. Arten är reproducerande i Sverige.

## Bildgalleri

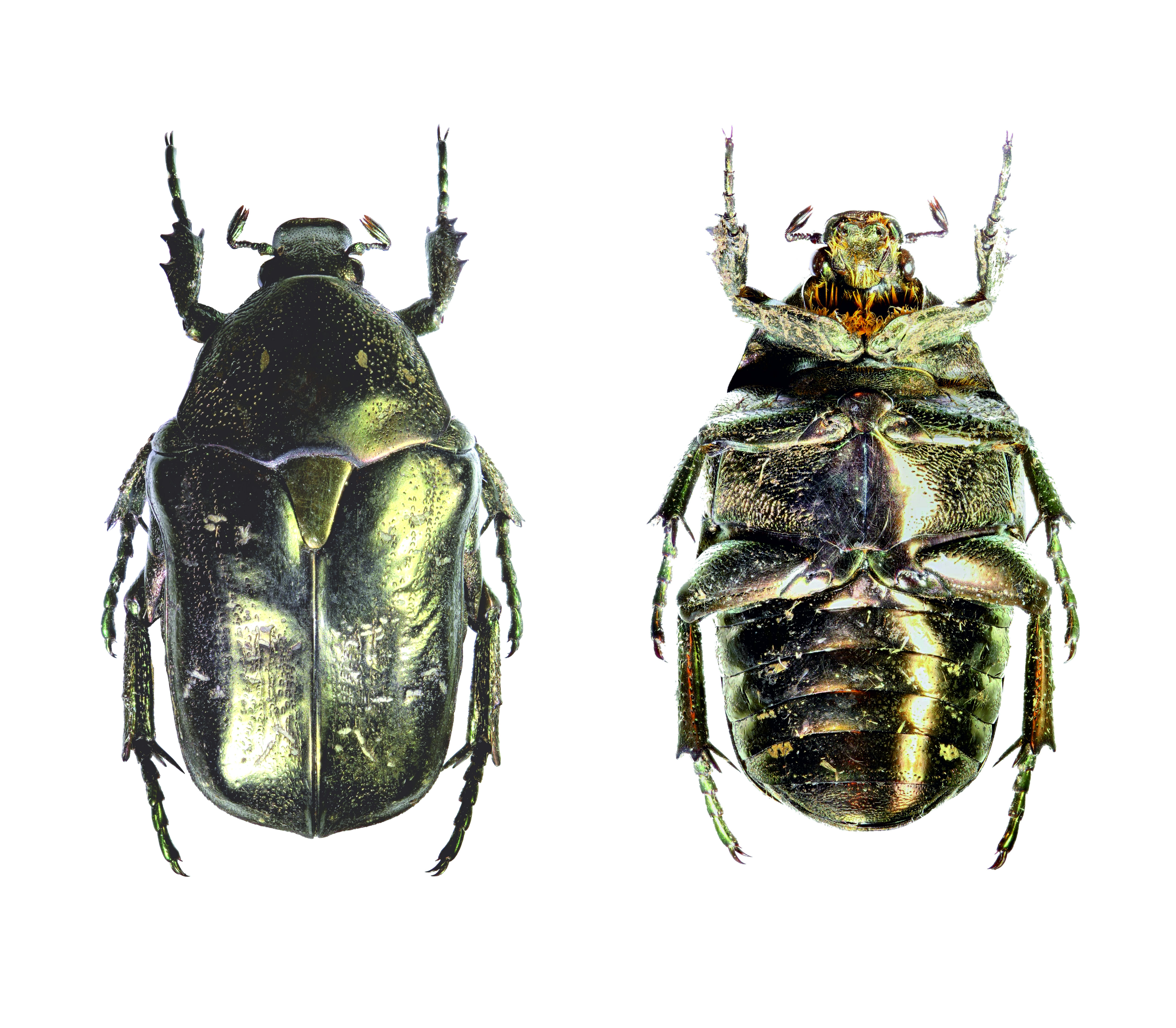
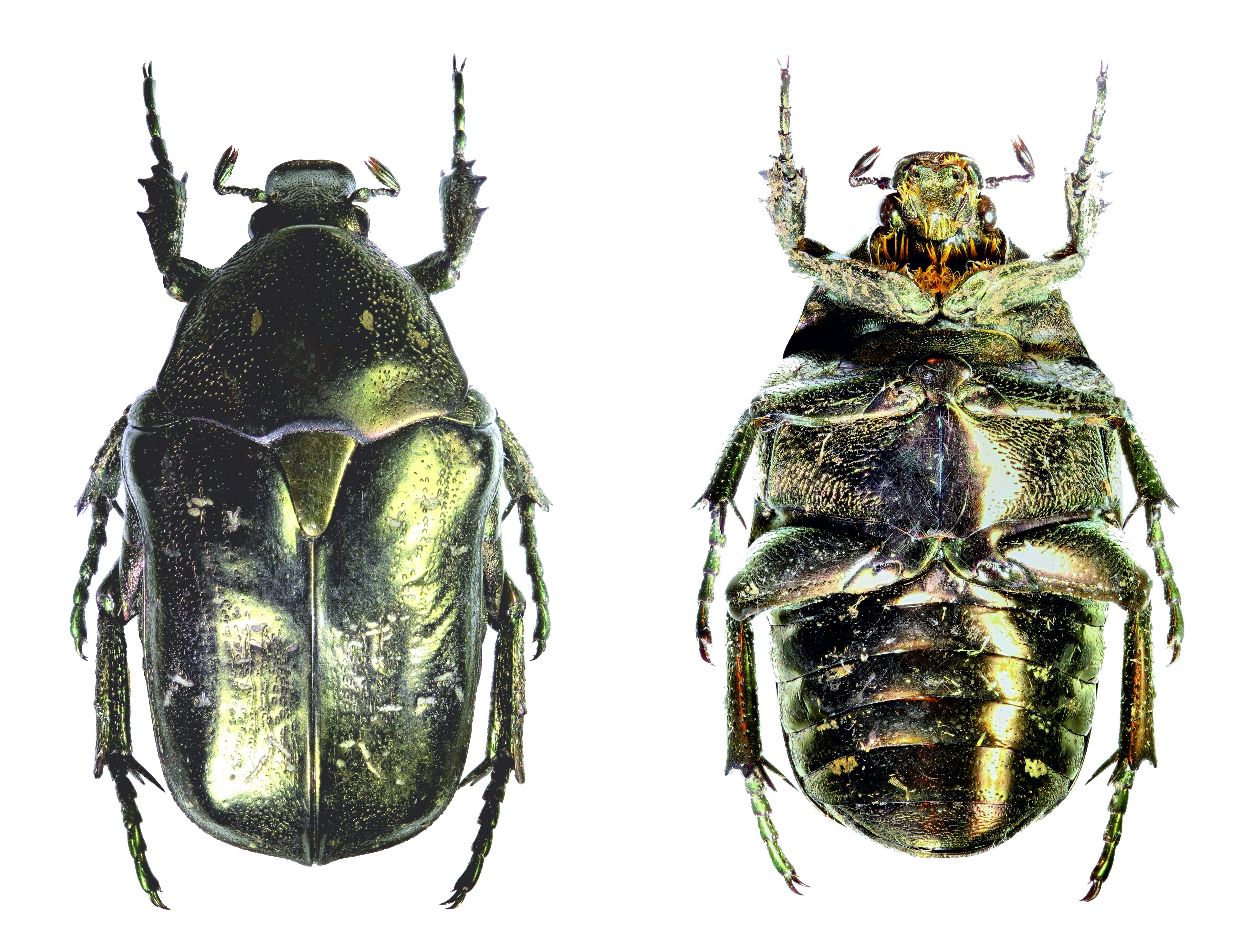